# Valeri Broshin
Valeri Víktorovich Broshin (Leningrado, Unión Soviética, 19 de octubre de 1962 - Moscú, Rusia, 5 de marzo de 2009) fue un futbolista ruso que también poseía la nacionalidad turcomana.

## Biografía
Nacido en 1962 en Leningrado (actual San Petersburgo), comenzó a jugar al fútbol en equipos escolares y ahí fue descubierto por Yuri Morózov, técnico del F. K. Zenit, quien le contrató para el primer equipo en 1980. 
Despuntó como un interior izquierdo creativo y formó parte del Zenit campeón de la Primera División de la Unión Soviética en 1984. A pesar de ser un futbolista prometedor, tuvo problemas de alcoholismo y continuas discusiones con el técnico Pável Sadyrin, por lo que en 1985 fue sancionado con dos temporadas de suspensión por motivos disciplinarios.
Cuando tuvo que hacer el servicio militar obligatorio recaló en el CSKA Moscú, en el que estuvo jugando durante cinco campañas. A pesar de que los problemas disciplinarios persistieron, mejoró su rendimiento y en 1990 logró el ascenso a la máxima categoría. Un año más tarde, en la temporada 1991, el CSKA se alzó con un doblete de Liga y Copa. Las buenas actuaciones de Broshin le llevaron a ser convocado por la selección de la Unión Soviética para la Copa Mundial de 1990, aunque no disputó ningún minuto: solo fue suplente en el último encuentro de la fase de grupos contra Camerún.
Después de la disolución de la Unión Soviética, abandonó Rusia para probar suerte en otras ligas europeas. En 1992 estuvo jugando unos meses en el KuPS Kuopio de la liga finlandesa, y de ahí se marchó al C. D. Badajoz de la Segunda División española para la temporada 1992/93. Solo estuvo allí un año y terminó perdiendo la titularidad por dos lesiones consecutivas. También trató de probar suerte en la liga israelí, primero en el Maccabi Petah-Tikvah y después en el Hapoel Kfar Saba, pero volvió a sufrir problemas físicos y falta de adaptación. Esto le llevó a regresar a Rusia, con breves estancias en el Zenit y en el CSKA Moscú.
Ya en el ocaso de su carrera deportiva, en 1996 se marchó al Köpetdag Aşgabat de Turkmenistán donde volvió a ganar títulos: una Copa de Turkmenistán (1997) y una liga nacional (1998). El gobierno turcomano le llegó a conceder la nacionalidad por la vía rápida para que pudiera ser convocado por la selección de Turkmenistán, disputando un total de once encuentros. 
Terminó su carrera deportiva en clubes semiprofesionales de Rusia. En 2001 fue contratado por el FC Gomel bielorruso como jugador y asistente del técnico Sergei Podpaly, lo que le llevó a estudiar para sacarse el título de entrenador, pero su única experiencia fue en el Nika Moscú en la temporada 2005.
En 2008 le fue diagnosticado un cáncer de laringe en estado avanzado. A pesar del tratamiento y de que el CSKA Moscú se movilizó para ayudarle, falleció el 5 de marzo de 2009 a los 46 años.

## Clubes
| Club                 | País            | Año         |
| -------------------- | --------------- | ----------- |
| FC Zenit             | Unión Soviética | 1981 - 1985 |
| PFC CSKA Moscú       | Unión Soviética | 1986 - 1991 |
| KuPS                 | Finlandia       | 1992        |
| PFC CSKA Moscú       | Rusia           | 1992        |
| CD Badajoz           | España          | 1992 - 1993 |
| PFC CSKA Moscú       | Rusia           | 1993        |
| Maccabi Petah-Tikvah | Israel          | 1993 - 1994 |
| Hapoel Kfar Saba     | Israel          | 1993 - 1994 |
| FC Zenit             | Rusia           | 1995        |
| PFC CSKA Moscú       | Rusia           | 1995        |
| Köpetdag Aşgabat     | Turkmenistán    | 1996 - 1998 |
| FC Rostov            | Rusia           | 1999        |
| FC Nika Moscú        | Rusia           | 2000        |
| FC Gomel             | Bielorrusia     | 2001 - 2002 |